# Viktor Jalilov
Viktor Romanovich Jalilov, uzb. cyr. Виктор Романович Жалилов, ros. Виктор Романович Джалилов, Wiktor Romanowicz Dżaliłow (ur. 17 marca 1952 w Taszkencie, Uzbecka SRR, zm. w maju 2023) – uzbecki piłkarz, grający na pozycji obrońcy lub pomocnika, trener piłkarski.

## Kariera piłkarska
Wychowanek Szkoły-Internatu Sportowego im. G.Titowa w Taszkencie. Pierwszy trener W.Jatczenko. W 1970 rozpoczął karierę piłkarską w Paxtakorze Taszkent. Nie rozegrał żadnego meczu, a potem został powołany do służby wojskowej. Po zwolnieniu z wojska uczył się w Państwowym Instytucie Kultury Fizycznej w Taszkencie. Występował w klubie Tekstilshik Namangan, w którym zakończył karierę piłkarza.

## Kariera trenerska
Po zakończeniu kariery piłkarza rozpoczął pracę szkoleniowca. Trenował drugoligowy zespół Soxibkor Xalqobod. W 1992 dołączył do sztabu trenerskiego Politotdelu Yangibozor, w którym najpierw pomagał trenować, a w 1994 stał na czele klubu. W 1995 objął stanowisko głównego trenera Navbahoru Namangan, w którym pracował do lipca 1997. Po roku przerwy od sierpnia 1998 do końca 1999. W 2000 został zaproszony pomagać trenować Paxtakor Taszkent. W połowie 2002 został mianowany na stanowisko głównego trenera Paxtakoru. W 2005 objął prowadzenie Mashʼalu Muborak. Od 10 lipca do końca 2006 konsultował kazachski Ordabasy Szymkent. W końcu 2008 ponownie stał na czele Paxtakoru, w którym pracował do zakończenia sezonu 2009. Na początku 2010 znów kierował Navbahorem Namangan, ale we wrześniu zmienił klub na Dinamo Samarkanda, który prowadził do czerwca 2011. Od września 2011 do czerwca 2015 pełnił funkcje dyrektora technicznego Paxtakoru. 23 czerwca 2015 został zaproszony na stanowisko selekcjonera młodzieżowej reprezentacji Uzbekistanu.

## Sukcesy i odznaczenia

### Sukcesy trenerskie
Navbahor Namangan
- mistrz Uzbekistanu: 1996
- brązowy medalista mistrzostw Uzbekistanu: 1995, 1997, 1998, 1999
- zdobywca Pucharu Uzbekistanu: 1995, 1997

Mashʼal Muborak
- wicemistrz Uzbekistanu: 2005

Paxtakor Taszkent
- mistrz Uzbekistanu: 2002
- wicemistrz Uzbekistanu: 2008, 2009
- zdobywca Pucharu Uzbekistanu: 2001/2002, 2009

### Sukcesy indywidualne
- najlepszy trener roku w Uzbekistanie (3x): 1996, 2002, 2005